# Torneo Nacional de Clubes A 2018
El Torneo Nacional de Clubes A de 2018, por motivos de patrocinio ICBC Nacional de Clubes A 2018, fue la vigésima tercera edición del certamen nacional de clubes de rugby más importante de Argentina. Del mismo participaron dieciséis equipos, ocho clasificados de la URBA y ocho clasificados del resto del país mediante las plazas obtenidas la pasada temporada, las cuales se distribuyeron tal que la región del noroeste argentino tiene cuatro representantes, la región del litoral y la región centro tiene otros dos cada una.
Al igual que el pasado torneo, en este hubo cuartos de final, semifinales y final para definir al campeón, además que hubo un descenso de plaza.
Hindú se consagró nuevamente campeón del Nacional de Clubes por novena vez (cuarta de forma consecutiva) al vencer en la final a Newman por 25 a 0.

## Equipos participantes
| Equipo                             | Ciudad                | Unión | Clasificación                               |
| ---------------------------------- | --------------------- | ----- | ------------------------------------------- |
| Asociación Alumni                  | Malvinas Argentinas   | URBA  | Subcampeón del Torneo de la URBA            |
| Belgrano Athletic Club             | Capital Federal       | URBA  | 6.º del Torneo de la URBA                   |
| Club La Tablada                    | Ciudad de Córdoba     | UCR   | Subcampeón del Torneo de Córdoba            |
| Club Natación y Gimnasia           | San Miguel de Tucumán | URT   | Campeón del Torneo Regional del Noroeste    |
| Club Newman                        | Benavídez             | URBA  | 7.º del Torneo de la URBA                   |
| Club Pucará                        | Burzaco               | URBA  | Semifinalista del Torneo de la URBA         |
| Club San Luis                      | La Plata              | URBA  | 8.º del Torneo de la URBA                   |
| Club Universitario de Buenos Aires | Capital Federal       | URBA  | 5.º del Torneo de la URBA                   |
| Duendes Rugby Club                 | Rosario               | URR   | Subcampeón del Torneo Regional del Litoral  |
| Hindú Club                         | Don Torcuato          | URBA  | Campeón del Torneo de la URBA               |
| Jockey Club de Rosario             | Rosario               | URR   | Campeón del Torneo Regional del Litoral     |
| Los Tarcos Rugby Club              | San Miguel de Tucumán | URT   | 4.º del Torneo Regional del Noroeste        |
| San Isidro Club                    | San Isidro            | URBA  | Semifinalista del Torneo de la URBA         |
| Tala Rugby Club                    | Ciudad de Córdoba     | UCR   | Campeón del Torneo de Córdoba               |
| Tucumán Rugby Club                 | Yerba Buena           | URT   | 3.º del Torneo Regional del Noroeste        |
| Tucumán Lawn Tennis Club           | San Miguel de Tucumán | URT   | Subcampeón del Torneo Regional del Noroeste |

Plazas
| Región             | Cantidad |
| ------------------ | -------- |
| URBA               | 8        |
| Noroeste Argentino | 4        |
| Litoral            | 2        |
| Córdoba (Centro)   | 2        |

## Forma de disputa y reglamentaciones
El torneo está dividido en dos etapas, la fase de grupos y los enfrentamientos directos.
Primera fase:
Los dieciséis clubes se dividen en cuatro grupos donde se enfrentan todos contra todos en enfrentamientos de ida y vuelta. Los mejores dos de cada grupo avanzan a la siguiente fase.
La puntuación se otorga de la siguiente manera; cuatro (4) puntos por partido ganado, dos (2) en caso de empate y cero (0) por partido perdido. Además se otorga punto bonus tanto ofensivo como defensivo.
- El punto bonus ofensivo se da cuando un equipo logra ganar por una diferencia de tres tries y/o tries penales anotados respecto a los marcados por su rival.
- El punto bonus defensivo cuando un equipo pierde por una diferencia no mayor a los siete tantos.

Segunda fase:
Los ocho equipos se dividen en cuatro parejas, quienes a enfrentamiento único se eliminaran en cancha del mejor ubicado. Se confeccionara una tabla donde los cuatro mejores se ubicarán del primero al cuarto con base en la cantidad de puntos obtenidos y los segundos se ubicarán del quinto al octavo. Se determina que los partidos serán 1.º - 8.º, 2.º - 7.º, 3.º - 6.º y 4.º - 5.º Los cuatro ganadores acceden a las semifinales, y los ganadores de las mismas a la final, donde el ganador se proclama campeón.
Serie por el descenso:
Con los dos peores equipos de cada zona, se confeccionará una tabla donde los cuatro terceros se ubicarán del noveno al décimo segundo sobre la base de la cantidad de puntos obtenidos y los cuartos de cada grupo se ubicarán del décimo tercero al décimo sexto. Se determina que los partidos serán 9.º - 16.º, 10.º - 15.º, 11.º - 14.º y 12.º - 13.º y deben disputar una serie de eliminación para mantener la plaza de su región en este certamen. Aquel equipo que pierda el encuentro por el descenso perdera una plaza de su región para la siguiente edición del torneo.

## Primera fase
Todos los horarios corresponden a la hora oficial argentina AST (UTC−3)

### Zona 1
| Pos. | Equipo              | Encuentros | Encuentros | Encuentros | Encuentros | Tantos | Tantos | Tantos | Bonus | Puntos |
| Pos. | Equipo              | PJ         | PG         | PE         | PP         | F      | C      | Dif    | Bonus | Puntos |
| ---- | ------------------- | ---------- | ---------- | ---------- | ---------- | ------ | ------ | ------ | ----- | ------ |
| 1.º  | Hindú               | 6          | 4          | 0          | 2          | 157    | 130    | + 27   | 2     | 18     |
| 2.º  | Duendes Rugby Club  | 6          | 4          | 0          | 2          | 135    | 128    | + 7    | 1     | 17     |
| 3.º  | Tucumán Lawn Tennis | 6          | 3          | 0          | 3          | 130    | 139    | - 9    | 1     | 13     |
| 4.º  | C.U.B.A.            | 6          | 1          | 0          | 5          | 144    | 169    | - 25   | 3     | 7      |

|  | Clasificado a los cuartos de final. |

Primera fecha
| 10 de marzo, 14:00 | CUBA | 17 - 20 | Tucumán Lawn Tennis | Apraiz, Villa de Mayo                    |                                          |
|                    |      | Reporte |                     | Árbitro(s): Juan Pablo Spirandelli (URR) | Árbitro(s): Juan Pablo Spirandelli (URR) |

| 10 de marzo, 15:40 | Hindú | 24 - 27 | Duendes Rugby Club | Avenida del Golf, Don Torcuato       |                                      |
|                    |       | Reporte |                    | Árbitro(s): Santiago Altobelli (URT) | Árbitro(s): Santiago Altobelli (URT) |

Segunda fecha
| 17 de marzo, 15:00 | Hindú | 34 - 33 | CUBA | Avenida del Golf, Don Torcuato   |                                  |
|                    |       | Reporte |      | Árbitro(s): Andrés Sutton (URBA) | Árbitro(s): Andrés Sutton (URBA) |

| 17 de marzo, 15:30 | Duendes Rugby Club | 24 - 13 | Tucumán Lawn Tennis | Las Delicias, Rosario             |                                   |
|                    |                    | Reporte |                     | Árbitro(s): Emilio Traverso (USR) | Árbitro(s): Emilio Traverso (USR) |

Tercera fecha
| 24 de marzo, 12:00 | CUBA | 26 - 16 | Duendes Rugby Club | Apraiz, Villa de Mayo      |                            |
|                    |      | Reporte |                    | Árbitro(s): Joaquín Montes | Árbitro(s): Joaquín Montes |

| 24 de marzo, 14:00 | Tucumán Lawn Tennis | 15 - 13 | Hindú | La Caldera del Parque, San Miguel de Tucumán |                                          |
|                    |                     | Reporte |       | Árbitro(s): Juan Pablo Spirandelli (URR)     | Árbitro(s): Juan Pablo Spirandelli (URR) |

Cuarta fecha
| 31 de marzo, 14:00 | Hindú | 35 - 22 | Tucumán Lawn Tennis | Avenida del Golf, Don Torcuato |                              |
|                    |       | Reporte |                     | Árbitro(s): Adrien Descottes   | Árbitro(s): Adrien Descottes |

| 31 de marzo, 16:40 | Duendes Rugby Club | 28 - 25 | CUBA | Las Delicias, Rosario             |                                   |
|                    |                    | Reporte |      | Árbitro(s): Claudio Antonio (URC) | Árbitro(s): Claudio Antonio (URC) |

Quinta fecha
| 7 de abril, 15:30 | Tucumán Lawn Tennis | 36 - 19 | CUBA | La Caldera del Parque, San Miguel de Tucumán |                                   |
|                   |                     | Reporte |      | Árbitro(s): Emilio Traverso (USR)            | Árbitro(s): Emilio Traverso (USR) |

| 7 de abril, 15:40 | Duendes Rugby Club | 9 - 15  | Hindú | Las Delicias, Rosario      |                            |
|                   |                    | Reporte |       | Árbitro(s): Joaquín Montes | Árbitro(s): Joaquín Montes |

Sexta fecha
| 14 de abril, 15:30 | CUBA | 24 - 35 | Hindú | Apraiz, Villa de Mayo            |                                  |
|                    |      | Reporte |       | Árbitro(s): Andrés Sutton (URBA) | Árbitro(s): Andrés Sutton (URBA) |

| 14 de abril, 15:35 | Tucumán Lawn Tennis | 24 - 31 | Duendes Rugby Club | La Caldera del Parque, San Miguel de Tucumán |                                 |
|                    |                     | Reporte |                    | Árbitro(s): Pablo Deluca (URBA)              | Árbitro(s): Pablo Deluca (URBA) |

### Zona 2
| Pos. | Equipo              | Encuentros | Encuentros | Encuentros | Encuentros | Tantos | Tantos | Tantos | Bonus | Puntos |
| Pos. | Equipo              | PJ         | PG         | PE         | PP         | F      | C      | Dif    | Bonus | Puntos |
| ---- | ------------------- | ---------- | ---------- | ---------- | ---------- | ------ | ------ | ------ | ----- | ------ |
| 1.º  | San Luis            | 6          | 5          | 0          | 1          | 255    | 86     | + 169  | 5     | 25     |
| 2.º  | Belgrano Athletic   | 6          | 2          | 1          | 3          | 143    | 152    | + 9    | 2     | 12     |
| 3.º  | Natación y Gimnasia | 6          | 2          | 1          | 3          | 134    | 210    | - 76   | 1     | 11     |
| 4.º  | Tala R.C.           | 6          | 2          | 0          | 4          | 112    | 196    | - 84   | 1     | 9      |

|  | Clasificado a los cuartos de final. |

Primera fecha
| 10 de marzo, 15:30 | Tala RC | 10 - 48 | San Luis | Villa Warcalde, Ciudad de Córdoba |                                   |
|                    |         | Reporte |          | Árbitro(s): Claudio Antonio (URC) | Árbitro(s): Claudio Antonio (URC) |

| 11 de marzo, 15:40 | Belgrano Athletic | 27 - 27 | Natación y Gimnasia | Belgrano "R", Ciudad de Buenos Aires |                            |
|                    |                   | Reporte |                     | Árbitro(s): Joaquín Montes           | Árbitro(s): Joaquín Montes |

Segunda fecha
| 17 de marzo, 15:00 | San Luis | 19 - 20 | Belgrano Athletic | Iglesia, Ciudad de La Plata          |                                      |
|                    |          | Reporte |                   | Árbitro(s): Santiago Altobelli (URT) | Árbitro(s): Santiago Altobelli (URT) |

| 17 de marzo, 16:30 | Tala RC | 19 - 30 | Natación y Gimnasia | Villa Warcalde, Ciudad de Córdoba      |                                        |
|                    |         | Reporte |                     | Árbitro(s): Juan Pablo Federico (URBA) | Árbitro(s): Juan Pablo Federico (URBA) |

Tercera fecha
| 25 de marzo, 15:30 | Natación y Gimnasia | 19 - 46 | San Luis | Estadio Gabriel Palou, San Miguel de Tucumán |                                   |
|                    |                     | Reporte |          | Árbitro(s): Emilio Traverso (USR)            | Árbitro(s): Emilio Traverso (USR) |

| 25 de marzo, 15:40 | Belgrano Athletic | 26 - 27 | Tala RC | Belgrano "R", Ciudad de Buenos Aires |                                    |
|                    |                   | Reporte |         | Árbitro(s): Damián Schneider (URR)   | Árbitro(s): Damián Schneider (URR) |

Cuarta fecha
| 31 de marzo, 15:30 | San Luis | 75 - 11 | Natación y Gimnasia | Iglesia, Ciudad de La Plata |                             |
|                    |          | Reporte |                     | Árbitro(s): François Bouzac | Árbitro(s): François Bouzac |

| 31 de marzo, 15:30 | Tala RC | 25 - 32 | Belgrano Athletic | Villa Warcalde, Ciudad de Córdoba |                                   |
|                    |         | Reporte |                   | Árbitro(s): Emilio Traverso (USR) | Árbitro(s): Emilio Traverso (USR) |

Quinta fecha
| 7 de abril, 15:00 | San Luis | 38 - 7  | Tala RC | Iglesia, Ciudad de La Plata  |                              |
|                   |          | Reporte |         | Árbitro(s): Adrien Descottes | Árbitro(s): Adrien Descottes |

| 7 de abril, 15:30 | Natación y Gimnasia | 25 - 19 | Belgrano Athletic | Estadio Gabriel Palou, San Miguel de Tucumán |                                          |
|                   |                     | Reporte |                   | Árbitro(s): Juan Pablo Spirandelli (URR)     | Árbitro(s): Juan Pablo Spirandelli (URR) |

Sexta fecha
| 14 de abril, 15:30 | Belgrano Athletic | 19 - 29 | San Luis | Belgrano "R", Ciudad de Buenos Aires |                                   |
|                    |                   | Reporte |          | Árbitro(s): Claudio Antonio (URC)    | Árbitro(s): Claudio Antonio (URC) |

| 14 de abril, 15:30 | Natación y Gimnasia | 22 - 24 | Tala RC | Estadio Gabriel Palou, San Miguel de Tucumán |                                    |
|                    |                     | Reporte |         | Árbitro(s): Damián Schneider (URR)           | Árbitro(s): Damián Schneider (URR) |

### Zona 3
| Pos. | Equipo              | Encuentros | Encuentros | Encuentros | Encuentros | Tantos | Tantos | Tantos | Bonus | Puntos |
| Pos. | Equipo              | PJ         | PG         | PE         | PP         | F      | C      | Dif    | Bonus | Puntos |
| ---- | ------------------- | ---------- | ---------- | ---------- | ---------- | ------ | ------ | ------ | ----- | ------ |
| 1.º  | S.I.C.              | 6          | 4          | 0          | 2          | 188    | 139    | + 49   | 3     | 19     |
| 2.º  | Alumni              | 6          | 4          | 0          | 2          | 181    | 146    | + 35   | 2     | 18     |
| 3.º  | Tucumán Rugby       | 6          | 3          | 0          | 3          | 152    | 183    | - 31   | 1     | 13     |
| 4.º  | Jockey Club Rosario | 6          | 1          | 0          | 5          | 118    | 171    | - 53   | 2     | 6      |

|  | Clasificado a los cuartos de final. |

Primera fecha
| 10 de marzo, 15:00 | Alumni | 28 - 8  | Jockey Club Rosario | Tortuguitas, Buenos Aires          |                                    |
|                    |        | Reporte |                     | Árbitro(s): Álvaro del Barco (URT) | Árbitro(s): Álvaro del Barco (URT) |

| 10 de marzo, 15:00 | San Isidro Club | 38 - 34 | Tucumán Rugby | San Isidro, Buenos Aires          |                                   |
|                    |                 | Reporte |               | Árbitro(s): Emilio Traverso (USR) | Árbitro(s): Emilio Traverso (USR) |

Segunda fecha
| 17 de marzo, 15:00 | Alumni | 16 - 35 | San Isidro Club | Tortuguitas, Buenos Aires                |                                          |
|                    |        | Reporte |                 | Árbitro(s): Juan Pablo Spirandelli (URR) | Árbitro(s): Juan Pablo Spirandelli (URR) |

| 17 de marzo, 15:30 | Jockey Club Rosario | 18 - 24 | Tucumán Rugby | Cuatro Hectáreas, Rosario  |                            |
|                    |                     | Reporte |               | Árbitro(s): Joaquín Montes | Árbitro(s): Joaquín Montes |

Tercera fecha
| 24 de marzo, 12:00 | San Isidro Club | 39 - 24 | Jockey Club Rosario | San Isidro, Buenos Aires           |                                    |
|                    |                 | Reporte |                     | Árbitro(s): Pablo Casellas (URMdP) | Árbitro(s): Pablo Casellas (URMdP) |

| 24 de marzo, 14:10 | Tucumán Rugby | 27 - 39 | Alumni | Estadio Ing. Juan Carlos Griet, Yerba Buena |                                      |
|                    |               | Reporte |        | Árbitro(s): Esteban Filipanics (UCR)        | Árbitro(s): Esteban Filipanics (UCR) |

Cuarta fecha
| 29 de marzo, 15:00 | Alumni | 51 - 14 | Tucumán Rugby | Tortuguitas, Buenos Aires          |                                    |
|                    |        | Reporte |               | Árbitro(s): Pablo Casellas (URMdP) | Árbitro(s): Pablo Casellas (URMdP) |

| 31 de marzo, 15:30 | Jockey Club Rosario | 23 - 22 | San Isidro Club | Cuatro Hectáreas, Rosario            |                                      |
|                    |                     | Reporte |                 | Árbitro(s): Esteban Filipanics (UCR) | Árbitro(s): Esteban Filipanics (UCR) |

Quinta fecha
| 7 de abril, 15:30 | Jockey Club Rosario | 23 - 26 | Alumni | Cuatro Hectáreas, Rosario         |                                   |
|                   |                     | Reporte |        | Árbitro(s): Claudio Antonio (URC) | Árbitro(s): Claudio Antonio (URC) |

| 7 de abril, 15:30 | Tucumán Rugby | 21 - 15 | San Isidro Club | Estadio Ing. Juan Carlos Griet, Yerba Buena |                              |
|                   |               | Reporte |                 | Árbitro(s): Henrique Platais                | Árbitro(s): Henrique Platais |

Sexta fecha
| 14 de abril, 15:30 | Tucumán Rugby | 32 - 22 | Jockey Club Rosario | Estadio Ing. Juan Carlos Griet, Yerba Buena |                                        |
|                    |               | Reporte |                     | Árbitro(s): Juan Pablo Federico (URBA)      | Árbitro(s): Juan Pablo Federico (URBA) |

| 14 de abril, 15:30 | San Isidro Club | 39 - 21 | Alumni | San Isidro, Buenos Aires            |                                     |
|                    |                 | Reporte |        | Árbitro(s): Federico Anselmi (URBA) | Árbitro(s): Federico Anselmi (URBA) |

### Zona 4
| Pos. | Equipo     | Encuentros | Encuentros | Encuentros | Encuentros | Tantos | Tantos | Tantos | Bonus | Puntos |
| Pos. | Equipo     | PJ         | PG         | PE         | PP         | F      | C      | Dif    | Bonus | Puntos |
| ---- | ---------- | ---------- | ---------- | ---------- | ---------- | ------ | ------ | ------ | ----- | ------ |
| 1.º  | Pucará     | 6          | 4          | 0          | 2          | 238    | 126    | + 112  | 5     | 21     |
| 2.º  | Newman     | 6          | 4          | 1          | 1          | 193    | 114    | + 79   | 2     | 20     |
| 3.º  | La Tablada | 6          | 2          | 0          | 4          | 129    | 222    | - 93   | 0     | 8      |
| 4.º  | Los Tarcos | 6          | 1          | 1          | 4          | 141    | 239    | - 98   | 1     | 7      |

|  | Clasificado a los cuartos de final. |

Primera fecha
| 10 de marzo, 15:00 | Pucará | 41 - 31 | Newman | El nido, Burzaco                       |                                        |
|                    |        | Reporte |        | Árbitro(s): Juan Pablo Federico (URBA) | Árbitro(s): Juan Pablo Federico (URBA) |

| 10 de marzo, 15:30 | La Tablada | 34 - 19 | Los Tarcos | El Bosque, Ciudad de Córdoba   |                                |
|                    |            | Reporte |            | Árbitro(s): Lucas Galán (URBA) | Árbitro(s): Lucas Galán (URBA) |

Segunda fecha
| 17 de marzo, 15:00 | Pucará | 42 - 18 | La Tablada | El nido, Burzaco                  |                                   |
|                    |        | Reporte |            | Árbitro(s): Claudio Antonio (URC) | Árbitro(s): Claudio Antonio (URC) |

| 17 de marzo, 16:00 | Newman | 33 - 10 | Los Tarcos | Estadio Timothy "Manolo" O'Brien, Benavídez |                                    |
|                    |        | Reporte |            | Árbitro(s): Damián Schneider (URR)          | Árbitro(s): Damián Schneider (URR) |

Tercera fecha
| 25 de marzo, 15:30 | La Tablada | 17 - 34 | Newman | El Bosque, Ciudad de Córdoba         |                                      |
|                    |            | Reporte |        | Árbitro(s): Santiago Altobelli (URT) | Árbitro(s): Santiago Altobelli (URT) |

| 25 de marzo, 15:30 | Los Tarcos | 24 - 68 | Pucará | Barrio Aeropuerto, San Miguel de Tucumán |                                        |
|                    |            | Reporte |        | Árbitro(s): Ramiro García Gamero (URS)   | Árbitro(s): Ramiro García Gamero (URS) |

Cuarta fecha
| 31 de marzo, 14:00 | Pucará | 59 - 16 | Los Tarcos | El nido, Burzaco                         |                                          |
|                    |        | Reporte |            | Árbitro(s): Juan Pablo Spirandelli (URR) | Árbitro(s): Juan Pablo Spirandelli (URR) |

| 31 de marzo, 15:30 | Newman | 59 - 14 | La Tablada | Estadio Timothy "Manolo" O'Brien, Benavídez |                                         |
|                    |        | Reporte |            | Árbitro(s): Matías Ortiz de Rozas (URT)     | Árbitro(s): Matías Ortiz de Rozas (URT) |

Quinta fecha
| 7 de abril, 15:30 | Newman | 10 - 6  | Pucará | Estadio Timothy "Manolo" O'Brien, Benavídez |                             |
|                   |        | Reporte |        | Árbitro(s): François Bouzac                 | Árbitro(s): François Bouzac |

| 7 de abril, 15:30 | Los Tarcos | 46 - 19 | La Tablada | Barrio Aeropuerto, San Miguel de Tucumán |                                  |
|                   |            | Reporte |            | Árbitro(s): Andrés Sutton (URBA)         | Árbitro(s): Andrés Sutton (URBA) |

Sexta fecha
| 14 de abril, 14:30 | Los Tarcos | 26 - 26 | Newman | Barrio Aeropuerto, San Miguel de Tucumán |                                    |
|                    |            | Reporte |        | Árbitro(s): Pablo Casellas (URMdP)       | Árbitro(s): Pablo Casellas (URMdP) |

| 14 de abril, 15:30 | La Tablada | 27 - 22 | Pucará | El Bosque, Ciudad de Córdoba       |                                    |
|                    |            | Reporte |        | Árbitro(s): Álvaro del Barco (URT) | Árbitro(s): Álvaro del Barco (URT) |

## Segunda fase
|  | Cuartos de final   | Cuartos de final |        |          | Semifinales | Semifinales |  |       | Final | Final |  |
|  |                    |                  |        |          |             |             |  |       |       |       |  |
|  |                    |                  |        |          |             |             |  |       |       |       |  |
|  | San Luis           | 24               |        |          |             |             |  |       |       |       |  |
|  | San Luis           | 24               |        |          |             |             |  |       |       |       |  |
|  | Duendes Rugby Club | 10               |        |          |             |             |  |       |       |       |  |
|  | Duendes Rugby Club | 10               |        | San Luis | 20          |             |  |       |       |       |  |
|  |                    |                  |        | San Luis | 20          |             |  |       |       |       |  |
|  |                    |                  | Hindú  | 23       |             |             |  |       |       |       |  |
|  | Hindú              | 22               | Hindú  | 23       |             |             |  |       |       |       |  |
|  | Hindú              | 22               |        |          |             |             |  |       |       |       |  |
|  | Alumni             | 16               |        |          |             |             |  |       |       |       |  |
|  | Alumni             | 16               |        |          |             |             |  | Hindú | 25    |       |  |
|  |                    |                  |        |          |             |             |  | Hindú | 25    |       |  |
|  |                    |                  | Newman | 0        |             |             |  |       |       |       |  |
|  | Pucará             | 35               | Newman | 0        |             |             |  |       |       |       |  |
|  | Pucará             | 35               |        |          |             |             |  |       |       |       |  |
|  | Belgrano Athletic  | 29               |        |          |             |             |  |       |       |       |  |
|  | Belgrano Athletic  | 29               |        | Pucará   | 27          |             |  |       |       |       |  |
|  |                    |                  |        | Pucará   | 27          |             |  |       |       |       |  |
|  |                    |                  | Newman | 30       |             |             |  |       |       |       |  |
|  | S.I.C.             | 3                | Newman | 30       |             |             |  |       |       |       |  |
|  | S.I.C.             | 3                |        |          |             |             |  |       |       |       |  |
|  | Newman             | 17               |        |          |             |             |  |       |       |       |  |
|  | Newman             | 17               |        |          |             |             |  |       |       |       |  |
|  |                    |                  |        |          |             |             |  |       |       |       |  |

### Cuartos de final
| 5 de mayo, 13:15 | San Luis | 24 - 10 | Duendes Rugby Club | Iglesia, Ciudad de La Plata       |                                   |
|                  |          | Reporte |                    | Árbitro(s): Claudio Antonio (URC) | Árbitro(s): Claudio Antonio (URC) |

| 5 de mayo, 15:30 | Pucará | 35 - 29 | Belgrano Athletic | El nido, Burzaco                |                                 |
|                  |        | Reporte |                   | Árbitro(s): Pablo Deluca (URBA) | Árbitro(s): Pablo Deluca (URBA) |

| 5 de mayo, 15:30 | San Isidro Club | 3 - 17  | Newman | San Isidro, Buenos Aires           |                                    |
|                  |                 | Reporte |        | Árbitro(s): Damián Schneider (URR) | Árbitro(s): Damián Schneider (URR) |

| 5 de mayo, 15:40 | Hindú | 22 - 16 | Alumni | Avenida del Golf, Don Torcuato      |                                     |
|                  |       | Reporte |        | Árbitro(s): Federico Anselmi (URBA) | Árbitro(s): Federico Anselmi (URBA) |

### Semifinales
| 26 de mayo, 13:15 | Newman | 30 - 27 | Pucará | Estadio Timothy "Manolo" O'Brien, Benavídez |                                    |
|                   |        | Reporte |        | Árbitro(s): Damián Schneider (URR)          | Árbitro(s): Damián Schneider (URR) |

| 26 de mayo, 15:40 | Hindú | 23 - 20 | San Luis | Avenida del Golf, Don Torcuato    |                                   |
|                   |       | Reporte |          | Árbitro(s): Claudio Antonio (URC) | Árbitro(s): Claudio Antonio (URC) |

### Final
| 30 de junio, 17:20 | Hindú | 25 - 0  | Newman | Estadio José Amalfitani, Buenos Aires |                                     |
|                    |       | Reporte |        | Árbitro(s): Federico Anselmi (URBA)   | Árbitro(s): Federico Anselmi (URBA) |

## Descenso
|  | Cuartos de final    | Cuartos de final |                     |                     | Semifinales | Semifinales |  |            | Final | Final |  |
|  |                     |                  |                     |                     |             |             |  |            |       |       |  |
|  |                     |                  |                     |                     |             |             |  |            |       |       |  |
|  | Tucumán Rugby       | 23               |                     |                     |             |             |  |            |       |       |  |
|  | Tucumán Rugby       | 23               |                     |                     |             |             |  |            |       |       |  |
|  | Los Tarcos          | 21               |                     |                     |             |             |  |            |       |       |  |
|  | Los Tarcos          | 21               |                     | Los Tarcos          | 41          |             |  |            |       |       |  |
|  |                     |                  |                     | Los Tarcos          | 41          |             |  |            |       |       |  |
|  |                     |                  | La Tablada          | 40                  |             |             |  |            |       |       |  |
|  | La Tablada          | 20               | La Tablada          | 40                  |             |             |  |            |       |       |  |
|  | La Tablada          | 20               |                     |                     |             |             |  |            |       |       |  |
|  | Tala R.C.           | 20               |                     |                     |             |             |  |            |       |       |  |
|  | Tala R.C.           | 20               |                     |                     |             |             |  | La Tablada | 48    |       |  |
|  |                     |                  |                     |                     |             |             |  | La Tablada | 48    |       |  |
|  |                     |                  | Natación y Gimnasia | 22                  |             |             |  |            |       |       |  |
|  | Tucumán Lawn Tennis | 14               | Natación y Gimnasia | 22                  |             |             |  |            |       |       |  |
|  | Tucumán Lawn Tennis | 14               |                     |                     |             |             |  |            |       |       |  |
|  | Jockey Club Rosario | 16               |                     |                     |             |             |  |            |       |       |  |
|  | Jockey Club Rosario | 16               |                     | Tucumán Lawn Tennis | 14          |             |  |            |       |       |  |
|  |                     |                  |                     | Tucumán Lawn Tennis | 14          |             |  |            |       |       |  |
|  |                     |                  | Natación y Gimnasia | 13                  |             |             |  |            |       |       |  |
|  | Natación y Gimnasia | 11               | Natación y Gimnasia | 13                  |             |             |  |            |       |       |  |
|  | Natación y Gimnasia | 11               |                     |                     |             |             |  |            |       |       |  |
|  | C.U.B.A.            | 21               |                     |                     |             |             |  |            |       |       |  |
|  | C.U.B.A.            | 21               |                     |                     |             |             |  |            |       |       |  |
|  |                     |                  |                     |                     |             |             |  |            |       |       |  |

### Cuartos de final
| 5 de mayo, 14:30 | Natación y Gimnasia | 11 - 21 | CUBA | Estadio Gabriel Palou, San Miguel de Tucumán |  |
|                  |                     |         |      | Árbitro(s): Pablo Casellas (URMdP)           |  |

| 5 de mayo, 15:30 | Tucumán Rugby | 23 - 21 | Los Tarcos | Estadio Ing. Juan Carlos Griet, Yerba Buena |  |
|                  |               |         |            | Árbitro(s): Santiago Altobelli (URT)        |  |

| 5 de mayo, 15:30 | Tucumán Lawn Tennis | 14 - 16 | Jockey Club Rosario | El Salvador, San Miguel de Tucumán |  |
|                  |                     |         |                     | Árbitro(s): Lucas Galán (URBA)     |  |

| 5 de mayo, 15:30 | La Tablada | 20 - 20 | Tala RC | El Bosque, Ciudad de Córdoba      |  |
|                  |            |         |         | Árbitro(s): Emilio Traverso (USR) |  |

### Semifinales
| 26 de mayo, 15:30 | Los Tarcos | 41 - 40 | La Tablada | Barrio Aeropuerto, San Miguel de Tucumán |                                |
|                   |            | Reporte |            | Árbitro(s): Lucas Galán (URBA)           | Árbitro(s): Lucas Galán (URBA) |

| 26 de mayo, 15:30 | Natación y Gimnasia | 13 - 14 | Tucumán Lawn Tennis | El Salvador, San Miguel de Tucumán |                                    |
|                   |                     | Reporte |                     | Árbitro(s): Pablo Casellas (URMdP) | Árbitro(s): Pablo Casellas (URMdP) |

### Final
| 30 de jumio, 16:00 | La Tablada | 48 - 22 | Natación y Gimnasia | El Bosque, Ciudad de Córdoba       |                                    |
|                    |            | Reporte |                     | Árbitro(s): Damián Schneider (URR) | Árbitro(s): Damián Schneider (URR) |